# Větrný mlýn (Kladníky)
Větrný mlýn německého (sloupového, beraního) typu se nacházel v obci Kladníky okres Přerov. Mlýn byl zapsán v Ústředním seznamu kulturních památek ČR od roku 1958 do roku 2008 pod registračním číslem 16647/8-445.

## Historie

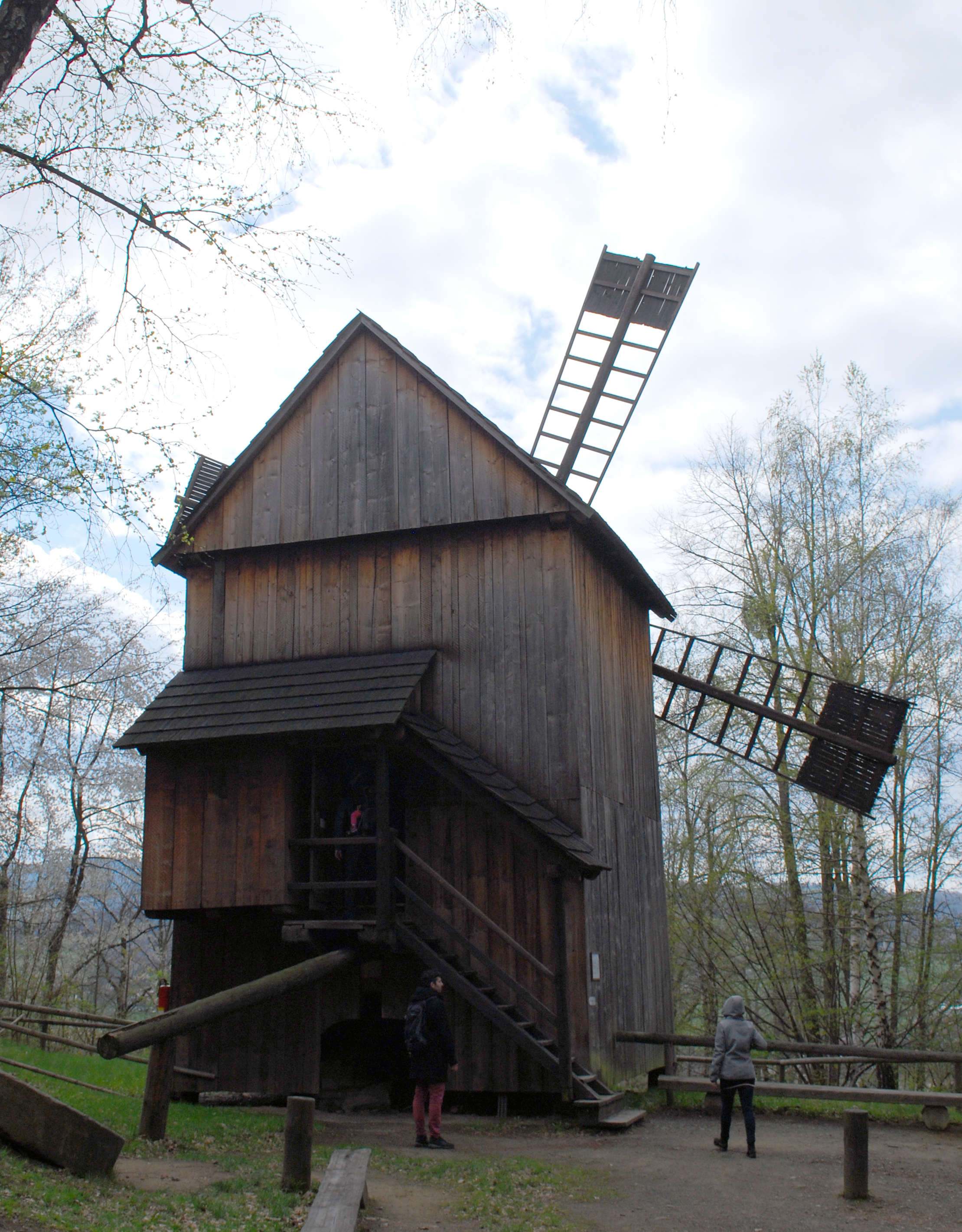
Mlýn s přeneseným zařízením v rožnovském skanzenu

Mlýn byl postaven na samotě v nadmořské výšce 340 m n. m. v roce 1829 Františkem Skopalem ze Soběchleb. Jednotlivé části mlýna pravděpodobně pocházely z jiných mlýnů, neboť datace na některých částech byla z jiné doby (trám 1812, korouhvička 1813, moučnice 1828).
Mlýn byl funkční do roku 1941, kdy z nařízení protektorátních úřadů byl zapečetěn. V roce 1955 ho poškodila vichřice. V roce 1983 ministerstvo kultury rozhodlo přenést mlýn do skanzenu v Rožnově pod Radhoštěm. Pozůstatky mlýna byly po roce 1990 vráceny v restituci potomkům původních majitelů. Přes snahu obce se nepodařilo vzbudit zájem vlastníků o záchranu mlýna. Na pozemku zůstal jen zastřešený obvodový plášť, který se zbortil v roce 2008 po vichřici Kyrill.

## Popis
Větrný mlýn byla dřevěná hranolová stavba na půdorysu 5,7×5,7 metrů a výšce deset metrů. Větrné kolo mělo čtyři křídla.